# Погоня (фильм, 1946)
«Погоня» (англ. The Chase) — фильм нуар режиссёра Артура Рипли, вышедший на экраны в 1946 году.
Сценарий написал Филип Йордан по роману Корнелла Вулрича «Чёрная тропа страха» (1944). Действие фильма происходит в Майами, где ветеран войны Чак Скотт (Роберт Каммингс) устраивается шофёром к местному мафиози (Стив Кокран), и вскоре влюбляется в его жену Лорну (Мишель Морган), которая уговаривает его бежать с ней в Гавану. Из-за травмы головы, полученной на войне, Чак перед самым побегом впадает в кошмарный сон, в котором он вместе с Лорной гибнет в Гаване от рук убийцы, подосланного её мужем. Однако, придя в себя после временной потери памяти, он всё равно решает бежать…
Фильм более всего знаменит своей призрачной атмосферой, эпизодом кошмара, подобно знаменитому нуару Отто Премингера «Лора» (1944) стирающем грань между сновидением и реальностью, и редким для нуара местом действия в Майами и Гаване.

## Сюжет
Страдающий от последствий травмы головы безработный ветеран Второй мировой войны Чак Скотт (Роберт Каммингс) вынужден постоянно принимать специальное лекарство. Однажды в Майами перед входом в кафе Чак находит бумажник, в котором лежит более 80 долларов и визитная карточка его владельца Эдди Романа с адресом. Из этих денег Чак тратит полтора доллара на то, чтобы сытно позавтракать и выкурить сигару. Затем Чак направляется по указанному в карточке адресу, оказываясь перед наглухо закрытыми дверями шикарной виллы. После тщательной проверки Чака пускают в дом, где ближайший помощник Романа, циничный и беспринципный Джино (Питер Лорре) проводит его к шефу, которому парикмахерша и маникюра наводят лоск. Роман (Стив Кокран) внешне учтив и обходителен, но на самом деле он жестокий и быстрый на расправу гангстер. Когда маникюрша цепляет пилкой его палец, Роман не раздумывая бьёт её локтем в лицо. Поражённый честностью Чака, Роман решает взять его на работу в качестве личного шофёра. Вскоре, когда Чак везёт Романа и Джино в автомобиле вдоль железной дороги, Роман решает обогнать движущийся параллельно с ними поезд. К удивлению Чака, на заднем сидении у Романа установлена специальная педаль акселератора, с помощью которой он может по собственному усмотрению увеличивать скорость движения автомобиля. В итоге Роман разгоняет его более чем до 100 миль в час, рассчитывая опередить поезд и первым проехать переезд. Видя, что проехать раньше поезда не удаётся, в последний момент Чак решительно жмёт по тормозам, избегая неминуемой катастрофы.
Однажды Роман и Джино приглашают к себе на ужин судовладельца Эммерика Джонсона (Ллойд Корриган), который недавно перехватил контроль над бизнесом, входящим в сферу интересов Романа. Во время аперитива Эдди и Джино как бы в шутку требуют от Джонсона бесплатно передать им пару судов, а затем запирают его в винном погребе, где того разрывает огромный злой пёс. Несколько дней спустя тело Джонсона находят в океане. Уже в течение трёх лет Роман женат на красавице Лорне (Мишель Морган), которую фактически держит дома взаперти, пытаясь таким образом полностью контролировать её поведение. Единственной отдушиной для Лорны являются вечерние поездки на автомобиле вместе с Чаком. Она любит ездить на океанское побережье, где любуется водой, звёздами и природой, мечтая о свободе. Однажды на берегу Лорна предлагает Чаку 1 тысячу долларов за то, чтобы тот переправил её в Гавану. На следующее утро Чак едет в порт, где покупает два билета до Гаваны. Тем же вечером по требованию Романа Чак показывает ему место на берегу, куда часто возит его жену, однако не сознаётся в том, что купил билеты до Гаваны и собирается с ней бежать. Тем не менее, Роман и Джино заключают, что это место свидетельствует о её желании вырваться на свободу и оправиться в морское путешествие. Вернувшись в свою комнату, Чак пакует чемодан, а затем ложится на кровать немного отдохнуть…
Вскоре Джино заходит за Чаком в его комнату, неожиданно обнаруживая, что того нет на месте, а все его шкафы пусты. Джино находит лишь брошюру о морских путешествиях в Гавану. Когда выясняется, что и Лорны нет на месте, Роман приказывает Джино найти сбежавшую пару. Тем временем в каюте на борту корабля у Чака и Лорны начинается роман. Добравшись до Гаваны, они отправляются на конном экипаже в поездку по городу. Когда извозчик отказывается везти их дальше, Чак и Лорна выходят и направляются в ближайший бар, чтобы выпить и немного расслабиться после волнующего побега. В тот момент, когда они танцуют, кто-то вонзает Лорне в спину нож, и она умирает. Прибывшая полиция задерживает Чака как единственного возможного подозреваемого, так как Лорна никогда ранее не бывала на Кубе, у неё никогда не было там никаких дел и никаких знакомых. Кроме того, как вскоре выясняется, нож, которым была убита Лорна, был куплен Чаком в сувенирном магазине несколько часов назад. Чак отправляется вместе с полицией в китайский сувенирный магазин, чтобы доказать, что нож, которым совершено убийство, только похож на купленный им, однако продавщица утверждает, что это тот самый нож. Поняв, что его подставили, Чак решает бежать. Он устраивает в магазине короткое замыкание, и успевает вырваться на улицу, скрываясь на тёмных улицах Гаваны. Забежав в один из нищих жилых домов, Чак прячется у женщины, которая помогает ему из-за ненависти к полиции. Чак вспоминает, что в то время, когда они танцевали в баре, их снимал местный фотограф, который возможно, смог сфотографировать и момент убийства. Когда Чак находит его ателье, выясняется, что фотограф убит. Тем временем в китайском сувенирном магазине Джино сжигает фотографии, на которых зафиксирован момент, когда подосланный Романом киллер бросает нож в спину Лорны. Затем Джино хладнокровно убивает работающую на Романа продавщицу магазина за то, что она потребовала дополнительных денег за своё лжесвидетельство. После этого Джино убивает и Чака, который снова приходит в сувенирный магазин.
… Чак просыпается в своей комнате за два часа до того момента, когда он вместе с Лорной должен отплыть в Гавану. Слабо соображающий и насквозь мокрый от пота, шатаясь, Чак добирается до стола, где немедленно принимает свои таблетки, возвращающие его в нормальное физическое состояние. Однако Чак не может вспомнить, где он находится, чем он занимается и что собирался делать. Он направляется в Военно-морской госпиталь к доктору Дэвидсону (Джек Холт), который лечил его после войны. Доктор пытается помочь Чаку вспомнить подробности последних дней его жизни, в частности, почему на нём шофёрская униформа, но Чак не может сказать ничего определённого, подспудно ощущая лишь, что ему куда-то надо срочно ехать и вспоминая имя Лорна. Чтобы немного расслабить своего пациента, доктор ведёт Чака выпить в бар «Флорида». Тем временем в доме Романа Лорна говорит, что вечером собирается прокатиться на автомобиле с Чаком. Роман однако сообщает, что Чак неожиданно уволился с работы и исчез. Лорна поднимается в свою комнату и пишет Чаку любовное письмо. В этот момент появляется Роман, запирая её в комнате. Затем Роман и Джино едут отдохнуть в клуб «Флорида», не подозревая о том, что там же находится и Чак с доктором Дэвидсоном. Выходя из телефонной будки, доктор случайно встречает Романа, который раньше был его пациентом, когда доктор ещё занимался гражданской частной практикой. Дэвидсон догадывается, что Лорна, которую упоминал Чак, это жена Романа, которая также в своё время была его пациенткой. В этот момент Чак замечает в ресторане Романа и Джино, тут же вспоминая всё, что с ним произошло в последние дни. Он немедленно направляется в дом Романа, расправляется с охранником, приставленным сторожить Лорну, и вместе с ней убегает в порт. Роман и Джино встречают в баре знакомого, который сообщает им, что видел утром в порту, как шофёр Романа покупал два билета в Гавану. Услышав это, они немедленно садятся на автомобиль и стремительно направляются в порт. Чувствуя, что опаздывает к отплытию корабля, Роман использует свой особый акселератор, чтобы разогнать машину до максимальной скорости. Он вновь вступает в соревнование с поездом, пытаясь опередить его на переезде. Однако он не успевает проскочить и не успевает затормозить. В итоге машина на полном ходу врезается в состав, разбивается и сгорает. Оба гангстера гибнут в катастрофе. Чак и Лорна перед отплытием узнают о гибели Романа. Теперь они чувствуют себя свободными и в безопасности. В Гаване они приходят в тот же самый бар, который Чак видел в своём кошмаре, целуются и клянутся друг другу всегда быть вместе.

## В ролях
- Роберт Каммингс — Чак Скотт
- Мишель Морган — Лорна Роман
- Стив Кокран — Эдди Роман
- Питер Лорре — Джино
- Ллойд Корриган — Эммерих Джонсон
- Джек Холт — командор Дэвидсон

## Создатели фильма и исполнители главных ролей
По романам и рассказам одного из ведущих представителей жанра крутой детектив Корнелла Вулрича поставлено более сорока фильмов, среди них такие признанные фильмы нуар, как «Леди-призрак» (1944), «Крайний срок — на рассвете» (1946), «Чёрный ангел» (1946), «У ночи тысяча глаз» (1948), «Окно» (1949) и «Окно во двор» (1954). Более известный как сценарист комедий в 1930-е годы, Артур Рипли поставил несколько нуаровых картин, среди которых наиболее успешными стали «Голос на ветру» (1944) и «Дорога грома» (1958).
Роберт Каммингс известен по работам в криминальных мелодрамах «Ты и я» (1938) Фрица Ланга, «Диверсант» (1942) и «В случае убийства набирайте «М»» (1954) Альфреда Хичкока, а также в фильмах нуар «Спи, моя любовь» (1948) и «Обвиняемая» (1949). Французская актриса Мишель Морган известна по французским фильмам поэтического реализма «Набережная туманов» (1938) и «Буксиры» (1941), американской военной приключенческой драме «Путь в Марсель» (1944) и английской криминальной психологической драме «Поверженный идол» (1948). Петер Лорре известен главными и памятными ролями во многих наиболее значимых фильмах нуарового направления, среди них «М» (1931), «Безумная любовь» (1935), «Незнакомец на третьем этаже» (1940), «Мальтийский сокол» (1941), «Касабланка» (1942), «Маска Димитриоса» (1944), «Вердикт» (1946) и многих других. Стив Кокран сыграл главные роли в фильмах нуар «Проклятые не плачут» (1950), «Шоссе 301» (1950), «Штормовое предупреждение» (1951), «Завтра будет новый день» (1951), «Личный ад 36» (1954), «Клевета» (1957), а также в психологической драме Микеланджело Антониони «Крик» (1957).

## Оценка фильма критикой

### Общая оценка фильма
Фильм в целом был положительно оценен критикой, прежде всего, благодаря своей атмосфере и напряжённости, однако критики обратили внимание и на ряд слабых мест, особенно, касающихся сценария. Сразу после выхода фильма журнал «Variety» назвал его «мелодрамой, в течение 75 минут натянутой как пружинная сталь, которая затем безвольно расслабляется, заканчиваясь банальным финалом». Ален Сильвер и Элизабет Уорд в книге «Фильм нуар: энциклопедический справочник по американскому стилю» пришли к заключению, что «если не считать картину „Леди-призрак“ (1944), то „Погоня“ является самым лучшим кинематографическим эквивалентом той мрачной давящей атмосферы, которая характерна для большинства лучших произведений Корнелла Вулрича». Кинокритик Деннис Шварц также отметил, что «этот фильм нуар запоминается своей тёмной призрачной атмосферой, в которой реальность становится не отличимой от эпизодов сновидения. Благодаря этим эпизодам фильм стал культовой классикой». Крейг Батлер назвал фильм «не лишённым проблем, увлекательным путешествием», которое «не каждому придётся по вкусу, но доставит массу эмоций и наслаждения тем, кто настроится на его волну. Фильм высоко ценится многими поклонниками нуара за точную передачу призрачной атмосферы».

### Характеристика фильма
Характеризуя фильм, Батлер пишет: «Часть фильма действительно представляет собой настоящее сновидение, а переход между реальностью и сновидением является одной из особенностей фильма… Благословенный ослепительной экспрессионистской операторской работой отличного Франца Планера, „Погоня“ — это ночной кошмар, ставший реальностью, и, как и большинство кошмаров, некоторым будет тяжело его принять». В частности, Батлер считает, что фильм заслуживает критики «за ускользающий сценарий, за которым порой трудно уследить: в нём не всегда есть смысл и не всё понятно».
Джереми Хейлман считает, что «в первой части картины, несмотря на великолепный актёрский состав, исключительную атмосферическую операторскую работу и восхитительное мастерство, фильм мало чем отличается от других фильмов такого типа. Однако с переносом действия в Гавану фильм полностью сдвигается в зону непознанного… Сюжетный поворот в последнем акте, который в равной степени может как оттолкнуть, так и пленить, делает этот малоизвестный фильм нуар особенно причудливым путешествием сквозь кошмарный мир преступности».

### Сравнение с другими картинами
Джереми Хейлман отмечает: «Более чем какой-либо другой фильм нуар, который я могу вспомнить, „Погоня“ выступает как предтеча „Малхолланд Драйв“ Дэвида Линча. Он демонстрирует неожиданные вспышки насилия, возбуждающие музыкальные интерлюдии и страшную езду на автомобилях, сбивая с толку и озадачивая в своей жуткой тьме». Однако, продолжает Хейлман, «самое важное заключается в том, что в этом фильме более, чем в большинстве других нуаров, начинает править логика призрачности. После определённого момента происходящее становится всё более дезориентирующим, в нём герои восстают из могил, повторяя свои ошибки и снова вступая в игру со смертью. Это создаёт глубоко беспокойное чувство, на таком уровне, который не достижим простой игрой теней и жалюзи». Кроме того, Хейлман обращает внимание и на сходство «Погони» с таким шедевром Хичкока, как «Дурная слава», «который был выпущен в том же году. В обоих фильмах действие происходит во Флориде (что необычно для этого жанра), блондинки замужем за преступниками, и там, и там есть памятные сцены поцелуев и сцены саспенса в винных погребах».
К числу фильмов нуар, действие которых связывает побережье Флориды и Кубу, относятся также «Мыс Ларго» (1948), «Леди без паспорта» (1950) и «Афера в Гаване» (1957). Как и в фильмах нуар «Катастрофа» (1946), «Рассчитаемся после смерти» (1947), «Мыс Ларго» (1948), «Акт насилия» (1948) и «Ответный огонь» (1950) главным действующим лицом является ветеран Второй мировой войны. Приём с провалом памяти героя использовался во многих фильмах нуар, среди них «Перекрёстки» (1942), «Завороженный» (1945), «Синяя гардения» (1946), «Чёрный ангел» (1946), «Где-то в ночи» (1946), «Крайний срок на рассвете» (1946), «Страх в ночи» (1947), «Удар» (1949) и «Тень на стене» (1950).

### Оценка режиссёрской работы и актёрской игры
Работа режиссёра и актёров была оценена достаточно высоко. Так, «Variety» написал, что «с помощью серии искусных режиссёрских ходов в традиции Хичкока картина идёт к своей вершине по твёрдому нарастающему пути». Батлер отмечает, что «атмосфера, которую создаёт режиссёр Артур Рипли, очень необычна и оставляет сильное впечатление. Отдельные моменты врезаются в память и остаются там, а фильм, который таким образом доводит впечатления до подсознания, заслуживает уважения».
«Variety» пишет, что исполнитель главной роли «Роберт Каммингс держится хорошо, но его затмевает своей доминирующей личностью и внешностью новичок Стив Кокран, играющий убийцу». Батлер также считает, что «Каммингс в главной роли хорош, но не великолепен. Он немного легковесен, и не может придать роли необходимой глубины». Мишель Морган, по мнению «Variety», «хороша, хотя у неё не так много возможностей что-либо показать, если не считать ослепительных нарядов». Батлер полагает, что Морган смотрится получше Каммингса, но в чём-то не дотягивает до нужного уровня; исполняя роль роковой женщины, но она не придаёт ей никаких выдающихся черт". Батлер продолжает: «Таким образом открывается место для плохих парней Стива Кокрана и Питера Лорре, которые с лёгкостью затмевают всех». «Variety» считает, что «Кокран красив, обходителен, уверен в себе и опасен в манере Хамфри Богарта», а «Питер Лорре в одной из своих лучших ролей крепок в качестве адъютанта киллера».